# Adelheid von Riedenburg
Adelheid von Riedenburg war Königin von Ungarn im 12. Jahrhundert.
Adelheid von Riedenburg wurde als Tochter von Stefan II. von Riedenburg, Baron (später Burggraf) von Regensburg, geboren.
Im Jahre 1121 heiratete sie den ungarischen König Stephan II. aus dem Haus der Arpaden, nachdem dessen erste Ehe mit Christiane von Capua kinderlos blieb. 
Jedoch auch diese Ehe bescherte Stephan keinen Thronfolger und er starb 10 Jahre später und setzte seinen Cousin Béla II. als Erben ein, der zuvor noch von Stephans Vater aufgrund dessen oppositioneller Haltung zum König geblendet worden war.
Nach dem Tod ihres Mannes kehrte sie in ihre Heimat zurück und lebte in Dießen. Bestattet wurde sie im Kloster Walderbach.